# Voormalige smidse Hapert
De voormalige smidse met woonhuis is een rijksmonument gelegen aan de Oude Provincialeweg in Hapert en is gebouwd rond 1905. Het woonhuis valt overigens niet onder de bescherming van de monumentenwet.

## Omschrijving
Het gebouw aan de Oude Provincialeweg is een voormalige smidse die zich bevindt in het centrum van het dorp en wordt gezien als belangrijk historisch middelpunt. Smederijen in een vorm als deze komt nog maar zelde voor en wordt daarom ook als zeldzaam beschouwd. Het gebouw is een eenlaagse vrijstaand pand met 3 traveeën en heeft een mansardedak, het dak zelf is belegd met zwarte kruispannen. De voorgevel is voorzien van 2 getoogde ijzeren ramen met kleine roeden in sierverdeling. Aan de linker zijgevel, ter hoogte van de zolder etage, bevindt zich een markante hoge laaddeur geflankeerd door getoogde ijzeren negenruits ramen. Ondanks dat het gebouw al jaren niet meer fungeerd als smederij is de vuurplaats nog steeds aanwezig.